# Jegor Bulytschow und andere
Jegor Bulytschow und andere (russisch Егор Булычов и другие, Jegor Bulytschow i drugije), auch Jegor Bulytschow und die Anderen, ist ein Drama des russischen Schriftstellers Maxim Gorki. Die Niederschrift wurde im Frühjahr 1931 beendet. Der Text erschien 1932 im Verlag Kniga in Berlin in russischer Sprache. Das Stück wurde am 25. September 1932 im Moskauer Wachtangow-Theater und gleichzeitig im Großen Schauspielhaus Leningrad uraufgeführt.
1937 übertrug  W. L. Gibson-Cowan das Stück ins Englische: Yegor Bulichov and Others. Vito Pandolfi debütierte 1944 in Italien als Theaterregisseur mit Jegor Bulytschow. 
Olga Halperns Übersetzung ins Deutsche kam 1946 beim Aufbau-Bühnenvertrieb heraus. Die deutsche Erstaufführung fand am 11. Mai 1946 am Stadttheater Gera statt. 1952 spielten am Deutschen Theater Berlin Willy A. Kleinau (Regie: Hans Jungbauer) und 1962 am Maxim Gorki Theater Albert Hetterle die Titelrolle.
1980 übertrug  Antōnēs Vogiazos das Stück ins Neugriechische.  Egor Boulytchov et les autres heißt die Fassung in Französisch.

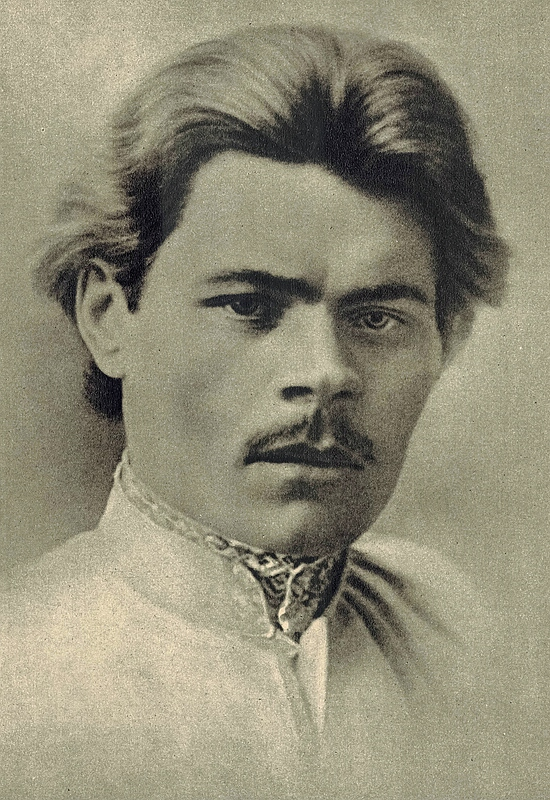
Gorki anno 1889

## Inhalt
Russland 1916/1917: Der Arzt hat dem reichen Kaufmann Jegor Wassiljewitsch Bulytschow Leberkrebs diagnostiziert. Alle in seinem Umkreis warten darauf, dass er endlich stirbt. Nur seine uneheliche Tochter Alexandra, genannt Schura, und das Dienstmädchen Glafira halten zu ihm.
Bulytschows Ehefrau Ksenija – auch Aksinja genannt – sieht ihre Zukunft in düsteren Farben. Sie fürchtet nach dem Tode des Sterbenskranken um Haus und Herd. Ihre leibliche Tochter Warwara und ihr Mann, der Anwalt Andrej Swonzow, werden es ihr vermutlich nehmen. Zudem will Swonzow seinen Vetter Tjatin des Geldes wegen mit Schura verkuppeln.
Bulytschow, Sohn eines Flößers, hatte als bettelarmer Kommis angefangen. Mit dem Startkapital aus den Schatullen seiner Frau und ihrer Schwester, der Äbtissin Melanija, war Bulytschow zu seinem Reichtum gekommen. Er ist zudem Melanijas Liebhaber gewesen, die das aber nicht mehr wahrhaben will. Ihr Anteil, der immer noch in Bulytschows Unternehmen steckt, gehöre der Kirche, stellt die Äbtissin klar. Sie will es der Schwester Aksinja gutschreiben. Melanija plant außerdem, das Testament ihres Schwagers wegen einer vermeintlichen Geistesschwäche anfechten zu lassen.
Bulytschow denkt zurück an das Jahr 1913. Zur 300-Jahr-Feier der Romanows hatte ihm Zar Nikolai die Hand gedrückt. Glafira will mit Bulytschow nach Sibirien gehen. Der Kranke hat Schmerzen und muss notgedrungen ablehnen. Er verwirft sowohl den Glauben als auch die Monarchie und sympathisiert mit dem republikanischen Zeitgeist. Schura will ihn aufrichten und streitet ab, dass er schwerkrank ist. Gorki lässt Bulytschow auf der Bühne am Leben, aber gegen Ende des Stücks geht es ihm „sehr schlecht. Und eine Demonstration ist unterwegs“.

## Am Vorabend
Die oben genannte Demonstration weist auf die Zwei-Ebenen-Architektur des Werkes. Ebene eins bringt vordergründig das elendigliche Sterben eines Kapitalisten zur Sprache. Gorki wollte das Stück ursprünglich „Am Vorabend“ betiteln und hatte damit die Zeit unmittelbar vor der Oktoberrevolution 1917 gemeint. Auf diese wird stellenweise auf Ebene zwei hintergründig angespielt. Da macht zum Beispiel Swonzow deutlich: „Im Jahre fünf war’s ein Aufstand, keine Revolution. Damals waren die Bauern und die Arbeiter zu Hause, heute sind sie an den Fronten. Heute richtet sich die Revolution gegen die Beamten, die Gouverneure, die Minister... Der Zar ist offenbar unfähig zum Regieren.“ Ein anderer bürgerlicher Systemkritiker tritt auf und haut in dieselbe Kerbe: „Der Zaun um den Staat ist allerorts von den Schweinen unterwühlt, und daß es Revolution gibt, begreift gar schon der Gouverneur.“ Auch Schura fragt: „Ja. Hör zu: Kommt die Revolution?“ Und der Revolutionär Jakow Laptew – das ist Bulytschows Patensohn – erwidert: „Sie hat doch schon begonnen! Liest du denn nicht die Zeitungen?“ Zu Tjatin sagt Schura, die Rache will, wenig später: „Sobald die Revolution beginnt, leg ich los. Du wirst sehen.“ Jakow wird bald darauf von der Polizei verhaftet. Der Zar wird von Mitgliedern der KD-Partei arretiert. Die Ereignisse überschlagen sich: Jakow kommt frei, denn alle politischen Häftlinge wurden aus den Gefängnissen entlassen. Ksenija berichtet über Vorkommnisse in der Nähe ihrer Schwester Melanija: „Flüchtige Soldaten haben das Kloster überfallen, eine Kuh geschlachtet... und... unser Waldhüter gibt schlimmen Leuten Herberge...  Der Pöbel muckt auf. Die Weiber von Kopossowo schreien mir ins Gesicht: Wir sind das Volk.“

## Rezeption
- Nach Ludwig[11] beobachtet der sterbende Bulytschow, wie die Familie um das Erbe rauft und nicht begreift, dass sie Land und Arbeitnehmer an die Revolutionäre verlieren wird. Vergeblich habe Gorki dem Ensemble des Wachtangow-Theaters seine Autorschaft verheimlichen wollen.

## Verfilmungen
- 1966, BRD: Jegor Bulytschow und andere. Fernsehfilm von Peter Beauvais mit Werner Hinz in der Titelrolle, Edda Seippel als Ksenija, Barbara Lademann als Alexandra und Claudia Brodzinska als Glafira.[12]
- 1971, Sowjetunion: Jegor Bulytschow und andere[13]. Spielfilm von Sergei Solowjow mit Michail Uljanow in der Titelrolle, Maja Bulgakowa[14] als Ksenija, Jekaterina Wassiljewa[15] als Alexandra und Nina Ruslanowa[16] als Glafira.[17][18][19]
- 1982, DDR: Jegor Bulytschow und die Anderen. Fernsehfilm von Manfred Wekwerth und Ingrid Fausak mit Kurt Böwe, Carmen-Maja Antoni und Barbara Dittus.[20]

## Deutschsprachige Ausgaben

### Verwendete Ausgabe
- Jegor Bulytschow und andere. Szenen. Deutsch von Werner Creutziger[21]. Mit einem Nachwort und Anmerkungen von Ilse Stauche. S. 325–387 in: Maxim Gorki: Dramen II. 557 Seiten. Bd. 22 aus: Eva Kosing (Hrsg.), Edel Mirowa-Florin (Hrsg.): Maxim Gorki: Gesammelte Werke in Einzelbänden. Aufbau-Verlag, Berlin 1974

## Anmerkung
1. ↑  Ort der Handlung könnte Kostroma sein (Verwendete Ausgabe, S. 361, 4. Z.v.o.).